# Башка (карткова гра)
Башка (пол. Baśka) — традиційна кашубська карткова гра, популярна в північній Польщі, особливо серед кашубів. Вона відзначається простими правилами, динамічністю та соціальним характером і має культурне значення як елемент регіональної ідентичності.

## Історія
Гра «Башка» виникла наприкінці XIX століття на Кашубії як спрощений варіант старовинної німецької гри Schafkopf. Назва «Башка» походить від ситуації, коли гравець отримує чотири дами — одну з найцінніших комбінацій.
Спочатку гра була популярна переважно у сільському середовищі. З часом вона поширилася на міста і стала невід'ємною частиною регіональних свят, фестивалів і навіть спортивних подій.

## Правила гри
Грають чотири особи. Використовується спеціальна колода з 16 карт: тузи, дами, валети та десятки (по одній масті — піка, чирва, бубна, трефа). Кожному гравцеві роздають по 4 карти.
Гравці можуть формувати команди — зазвичай двоє проти двох, хоча в залежності від оголошення можливі гри «один проти трьох».
Типи гри:
- Звичайна — стандартна гра без оголошень[2].
- Башка — гравець із чотирма дамами грає сам проти трьох[2].
- Гран — самостійна гра гравця без дам[2].
- Золо — особлива форма гри на виграш усіх взяток[2].
- Тиха — гравці не оголошують наміру створити союз; команди визначаються за підсумками гри[2].

Карти мають фіксовану ієрархію та вартість, і перемога визначається за кількістю очок, набраних у взятках.

## Турніри та сучасність
На початку XXI століття «Башка» пережила відродження завдяки активності ентузіастів і заснуванню офіційних клубів. У 2006 році в селі Жуково відбувся перший Чемпіонат Польщі з Башки, організований Кашубською Лігою Башки (пол. Kaszëbskô Liga Baszczi).
З того часу щороку проводиться понад 50 турнірів, серед яких:
- Гран-прі Кашубії[3]
- Турнір пам’яті Францішека Дерри[4]
- Турнір Незалежності[3]

Гра стала невід'ємною частиною регіонального життя з власною символікою, рейтингами гравців і медійним висвітленням.

## Францішек Дерра
Францішек Дерра (пол. Franciszek Derra, 1955—2017) — перший чемпіон Польщі з Башки, переможець турніру 2006 року. Його вважають не лише майстром гри, але й натхненником руху популяризації «Башки» у Кашубії.
Після його смерті у 2017 році, вшановуючи пам'ять, започаткували щорічний Турнір пам’яті Францішека Дерри, який став одним із найбільших турнірів у регіоні.

## Культурне значення
«Башка» є важливим елементом кашубської культури . Гра не лише розважає, але й виконує соціальну функцію — об'єднує покоління, зберігає традиційну лексику та передає регіональні звичаї.
Під час гри використовуються унікальні терміни та фрази, що стали частиною місцевого діалекту. Гра часто звучить у фольклорі, літературі та навіть на уроках у кашубських школах як приклад живої традиції.